# Concierto para trompeta (Haydn)
| Autor de la obra     | Joseph Haydn |
| -------------------- | ------------ |
| Tipo de obra         | Concierto    |
| Fecha de composición | 1796         |
| Opus o catalogación  | Hob. VIIe/1  |
| Estilo musical       | Clasicismo   |

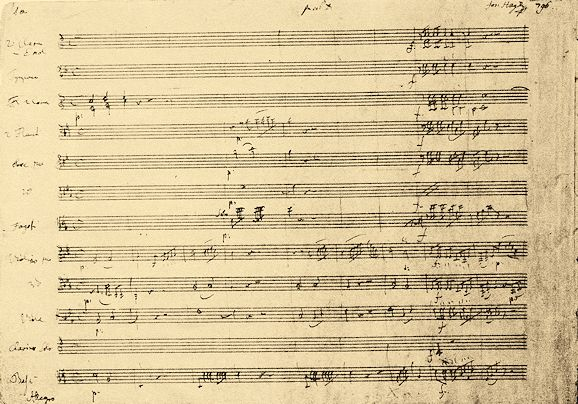
Primera página de la partitura autógrafa del Concierto para trompeta de Haydn

El Concierto para trompeta y orquesta en mi bemol mayor, Hob. VIIe/1 (Concerto per il Clarino) es el único concierto para este instrumento del compositor austriaco Joseph Haydn.

## Historia
Fue compuesto por Haydn en 1796, cuando contaba 64 años de edad, a petición de Anton Weidinger. 
Weidinger fue un trompetista de la corte de Viena que desarrolló una nueva trompeta, la trompeta de llaves, un instrumento musical de cinco llaves capaz de ejecutar cromatismos y con dos octavas de registro, superando las limitaciones de las tradicionales trompetas naturales, las cuales solo podían desarrollar las notas de la serie armónica natural. Weidinger estuvo unos 4 años probando su nuevo instrumento con obras menores y poniendo a punto su propia técnica. Cuando se sintió seguro, afrontó el nuevo concierto como solista, que se estrenó el 22 de marzo de 1800 en Viena, en el antiguo Burgtheater actualmente ya demolido. Pocos años después, la trompeta de llaves fue superada por la trompeta de tres pistones, creada a partir de 1813, y se relevó como trompeta para el ejército.
En el libro de Robbins Landon, H.C. "Haydn. Chronicle and Works" el autor hace referencia al diario de Joseph Carl Rosenbaum, contable del príncipe Nicolás II de Esterházy, donde se relata el día del estreno de la obra. En él se puede leer que la sala de conciertos estaba prácticamente vacía. Una teoría no corroborada aún es que la gente no asistió al concierto porque Haydn no dirigía el estreno. Aun así, los pocos que había escuchando quedaron fascinados por la innovación de la trompeta de llaves y la musicalidad de la pieza.

El manuscrito original es de 1796, pero, como tantas obras, el manuscrito no se publicó en vida del autor y se perdió durante décadas. Es Paul Handke, trompetista de la Orquesta Sinfónica de Chicago, quien lo descubre a finales del siglo XIX y lo vuelve a interpretar. El manuscrito pasa a otros instrumentistas que lo interpretan en Viena o Dresde. La primera grabación del concierto data de 1938, a cargo de la BBC y Columbia Records. Además de las versiones orquestales, en 1929 surge una primera edición reducida para trompeta y piano.
Gracias a su redescubrimiento, hoy en día el Concierto para Trompeta de Haydn es una de las obras más reconocibles y tocadas por los mejores trompetistas del mundo. Como dice Robbins Landon en su libro:
“From almost total obscurity it has now become his (Haydn) most popular recorded work an is, in fact, the only concerto by Haydn that rivals the concertos by Vivaldi, Bach, Mozart and Tchaikovsky.”

## Análisis musical

### Instrumentación
La pieza está escrita para los siguientes instrumentos: 2 flautas, 2 oboes, 2 fagotes, 2 trompas, 2 trompetas (en Mi bemol), sección de cuerda y timbales. Las trompetas de la masa orquestal actúan en apoyo de las trompas y los timbales.

### Estructura
- I. Allegro (sonata), en mi bemol mayor
- II. Andante (sonata), en la bemol mayor
- III. Finale Allegro (rondó), en mi bemol mayor

#### Primer movimiento
Está escrito en forma sonata, comienza con un allegro en el que la trompeta usa de sus características ya conocidas, con usos en forma de fanfarria, toques percutidos, de las composiciones precedentes, pero pone de manifiesto las capacidades melódicas del nuevo instrumento. Como es habitual en el periodo clásico el movimiento se inicia con introducción de la orquesta sola que presenta los temas principales del mismo. Hay sin embargo unos toques de la trompeta en dicha introducción, un toque fuerte y dos arpegios a modo de fanfarria, supuestamente para permitir al solista calentar el tubo del instrumento y poder realizar su entrada temática perfectamente afinado. Aquí aparece la primera, y sorpresiva para la época, manifestación melódica y lírica de esta trompeta en su registro bajo, con uso de cromatismo. Termina con toques de fanfarria más típicos.

#### Segundo movimiento
Es un andante, también en forma sonata, en la tonalidad vecina de La bemol mayor (la armadura del pentagrama pasa de 3 a 4 bemoles), de tono romántico, con una melodía lírica parecida al himno austriaco que compondría al año siguiente para dar a su país un equivalente al «Dios salve al rey» británico (y que derivaría del 2º movimiento del Cuarteto Emperador, op. 76 n.º 3, de 1797), en el que recurre a las modulaciones ahora posibles con la nueva trompeta (por ejemplo a Do bemol mayor, imposible hasta entonces para una trompeta) y a los cromatismos, con descensos en semitonos durante su corto desarrollo (Mi bemol, Re, Re bemol, Do). Aquí el solista se permite “cantar” como nunca antes lo había hecho una trompeta en los cálidos sonidos graves.

#### Tercer movimiento
Concluye con el tercer movimiento finale-allegro en forma rondó de carácter virtuosístico, con fanfarrias y gran energía.